# Евріпідіс Стиліанідіс
Евріпідіс Стиліанідіс (грец. Ευριπίδης Στυλιανίδης; нар. 8 квітня 1966, Комотіні) — грецький політик, міністр внутрішніх справ Греції з 2012 по 2013. Він є членом «Нової демократії».

## Особисте життя і освіта
З 1984 по 1989 він навчався на юридичному факультеті Університету Демокрита у Фракії, який закінчив зі ступенем бакалавра. З 1991 по 1994 він навчався на юридичному факультеті Університету Гамбурга, який закінчив зі ступенем доктора у галузі конституційного права. З 1994 по 1995 він служив в артилерійському корпусі Грецької армії.
Одружений, володіє грецькою та німецькою мовами.

## Професійне життя
З 1991 по 1994 Стиліанідіс працював у грецькому Генеральному консульстві у Гамбурзі, Німеччина. З 1995 по 1996 він був радником лідера партії «Нова демократія» з питань молоді і культурної дипломатії. З 1997 по 1998, як співробітник Європейського центру публічного права (EPLC), він викладав громадське право у магістратурі юридичного факультету Афінського університету. З 1997 по 2000 Стиліанідіс був науковим співробітником Європейського центру публічного права (EPLC).

## Політичне життя
У 1994 році він був кандидатом «Нової демократії» у члени Європейського парламенту.
У 1996 році він невдало балотувався до парламенту. У 2000 році він був вперше обраний членом парламенту Греції. У 2001 році він був призначений на посаду альтернативного координатора «Нової демократії» у закордонних справах, яку він обіймав до 2004 року.

## Міністерські посади
19 вересня 2007 Евріпідіс Стиліанідіс став міністром національної освіти і релігійних справ.
Після перестановки в уряді, він обіймав посаду міністра транспорту і комунікацій з 8 січня по 7 жовтня 2009 року.